# Liga de Campeones Árabe 1999
La Liga de Campeones Árabe 1999 es la 15.ª edición de este torneo de fútbol a nivel de clubes del Mundo Árabe organizado por la UAFA y que contó con la participación de 17 equipos representantes de África del Norte, Medio Oriente y África del Este, 2 menos que en la edición anterior.
El Al Shabab de Arabia Saudita venció a Al-Jaish SC de Siria en la final disputada en El Cairo, Egipto para coronarse campeón del torneo por segunda vez.

## Ronda preliminar

### Zona 1
Los partidos se jugaron en Arabia Saudita.
| Fecha   | Local           | Resultado | Visitante       |
| ------- | --------------- | --------- | --------------- |
| 25/1/99 | Al-Ittihad      | 5-1       | Oman Club       |
| 26/1/99 | Sharjah FC      | 2-2       | Al-Arabi SC     |
| 26/1/99 | Al Salmiya Club | 2-0       | West Riffa      |
| 28/1/99 | Al-Ittihad      | 3-0       | Al-Arabi SC     |
| 28/1/99 | Oman Club       | 1-4       | West Riffa      |
| 29/1/99 | Sharjah FC      | 0-3       | Al Salmiya Club |
| 30/1/99 | Al-Ittihad      | 2-0       | West Riffa      |
| 31/1/99 | Al-Arabi SC     | 0-2       | Al Salmiya Club |
| 31/1/99 | Oman Club       | 2-2       | Sharjah FC      |
| 2/2/99  | Al-Arabi SC     | 2-0       | Oman Club       |
| 2/2/99  | West Riffa      | 3-1 1     | Sharjah FC      |
| 3/2/99  | Al Salmiya Club | 0-3       | Al-Ittihad      |
| 3/2/99  | West Riffa      | 5-0       | Al-Arabi SC     |
| 5/2/99  | Al Salmiya Club | 2-0       | Oman Club       |
| 5/2/99  | Al-Ittihad      | 2-1       | Sharjah FC      |

1- Partido abandonado al minuto 50.
| Club            | G | E | P | GF | GC | Pts. |
| --------------- | - | - | - | -- | -- | ---- |
| Al-Ittihad      | 5 | 0 | 0 | 15 | 2  | 15   |
| Al Salmiya Club | 4 | 0 | 1 | 9  | 3  | 12   |
| West Riffa      | 3 | 0 | 2 | 12 | 6  | 9    |
| Al-Arabi SC     | 1 | 1 | 3 | 4  | 12 | 4    |
| Sharjah FC      | 0 | 2 | 3 | 6  | 12 | 2    |
| Oman Club       | 0 | 1 | 4 | 4  | 15 | 1    |

### Zona 2
Todos los partidos se jugaron en Abha, Arabia Saudita.
| Fecha   | Local             | Resultado | Visitante         |
| ------- | ----------------- | --------- | ----------------- |
| 15/8/99 | Al Shabab         | 4-0       | Al-Wahda San'a'   |
| 17/8/99 | Al-Wahda San'a'   | 5-3       | Al Hilal Khartoum |
| 19/8/99 | Al Hilal Khartoum | 0-2       | Al Shabab         |

| Club              | G | E | P | GF | GC | Pts. |
| ----------------- | - | - | - | -- | -- | ---- |
| Al Shabab         | 2 | 0 | 0 | 6  | 0  | 6    |
| Al-Wahda San'a'   | 1 | 0 | 1 | 5  | 7  | 3    |
| Al Hilal Khartoum | 0 | 0 | 2 | 3  | 7  | 0    |

### Zona 3
Iba a jugarse en Bengasi, Libia, pero el Al Mahalah Trípoli de Libia fue descalificado por la UAFA y el ASC Sonalec de Mauritania abandonó el torneo, con lo que solamente un equipo quedó, el Olympique Béja de Túnez, por lo que clasificaron a la siguiente ronda sin jugar.

### Zona 4
Los partidos se jugaron en Amán, Jordania.
| Fecha  | Local          | Resultado | Visitante      |
| ------ | -------------- | --------- | -------------- |
| 3/9/99 | Al-Wahdat      | 4-1       | Rafah Services |
| 5/9/99 | Al-Jaish SC    | 2-0       | Al-Wahdat      |
| 7/9/99 | Rafah Services | 0-1       | Al-Jaish SC    |

| Club           | G | E | P | GF | GC | Pts. |
| -------------- | - | - | - | -- | -- | ---- |
| Al-Jaish SC    | 2 | 0 | 0 | 3  | 0  | 6    |
| Al-Wahdat      | 1 | 0 | 1 | 4  | 3  | 3    |
| Rafah Services | 0 | 0 | 2 | 1  | 5  | 0    |

## Fase de grupos
Todos los partidos se jugaron en El Cairo, Egipto.

### Grupo A
| Club            | G | E | P | GF | GC | Pts. |
| --------------- | - | - | - | -- | -- | ---- |
| Al Shabab       | 2 | 0 | 1 | 6  | 1  | 6    |
| Al Salmiya Club | 2 | 0 | 1 | 3  | 2  | 6    |
| Al-Wahdat       | 1 | 0 | 2 | 3  | 3  | 3    |
| WA Tlemcen      | 1 | 0 | 2 | 3  | 9  | 3    |

| 23 de septiembre de 1999 | Al-Wehdat | 0-1 | Al-Salmiya | Arab Contractors Stadium, Cairo |  |
|                          |           |     | Marwi 36'  |                                 |  |

| 23 de septiembre de 1999 | WA Tlemcen | 0-5 | Al Shabab                                                               | Arab Contractors Stadium, Cairo |  |
|                          |            |     | Al-Owairan 23' 52' (pen.) · Al-Otaibi 60' · Al-Khathran 80' · Dissa 90' |                                 |  |

| 25 de septiembre de 1999 | Al-Salmiya  | 1-2 | WA Tlemcen             | Arab Contractors Stadium, Cairo |  |
|                          | Bagyoko 77' |     | Daoud 55' · Aidara 81' |                                 |  |

| 25 de septiembre de 1999 | Al Shabab    | 1-0 | Al-Wehdat | Arab Contractors Stadium, Cairo |  |
|                          | Al-Waked 67' |     |           |                                 |  |

| 25 de septiembre de 1999 | Al-Wehdat                       | 3-1 | WA Tlemcen     | Arab Contractors Stadium, Cairo |  |
|                          | Awaynah 60' · Shelbaieh 80' 83' |     | Boudjakdji 59' |                                 |  |

| 25 de septiembre de 1999 | Al Shabab | 0-1 | Al-Salmiya | Arab Contractors Stadium, Cairo |  |
|                          |           |     | Marwi 73'  |                                 |  |

### Grupo B
| Club           | G | E | P | GF | GC | Pts. |
| -------------- | - | - | - | -- | -- | ---- |
| Al-Jaish SC    | 2 | 0 | 1 | 6  | 2  | 6    |
| Al-Ahly        | 1 | 2 | 0 | 4  | 2  | 5    |
| Olympique Béja | 1 | 1 | 1 | 3  | 3  | 4    |
| West Riffa     | 0 | 1 | 2 | 1  | 7  | 1    |

| 24 de septiembre de 1999 | Olympique Béja | 0-2 | Al-Jaish                | Cairo International Stadium, Cairo |  |
|                          |                |     | Azzam 9' · Al-Sayed 84' |                                    |  |

| 24 de septiembre de 1999 | Al Ahly    | 1-1 | West Riffa SC | Cairo International Stadium, Cairo |  |
|                          | Farouk 67' |     | Bilal 89'     |                                    |  |

| 27 de septiembre de 1999 | Olympique Béja           | 2-0 | West Riffa SC | Cairo International Stadium, Cairo |  |
|                          | Missaoui 52' · Sliti 82' |     |               |                                    |  |

| 27 de septiembre de 1999 | Al-Jaish | 0-2 | Al Ahly                 | Cairo International Stadium, Cairo |  |
|                          |          |     | Hanafy 8' · Mohamed 25' |                                    |  |

| 29 de septiembre de 1999 | West Riffa SC | 0-4 | Al-Jaish                                              | Cairo International Stadium, Cairo |  |
|                          |               |     | Al-Sayed 27' · Azzam 28' · Mansour 59' · Kurdiyah 82' |                                    |  |

| 29 de septiembre de 1999 | Al Ahly    | 1-1 | Olympique Béja | Cairo International Stadium, Cairo |  |
|                          | Farouk 32' |     | Sliti 68'      |                                    |  |

## Fase final

### Semifinales
| 1 de octubre de 1999 | Al Shabab      | 1-1 (3-2 p.) | Al Ahly    | Cairo International Stadium, Cairo |  |
|                      | Al-Sheehan 90' |              | Farouk 14' |                                    |  |

| 1 de octubre de 1999 | Al-Jaish      | 2-1 | Al-Salmiya | Cairo International Stadium, Cairo |  |
|                      | Afash 54' 66' |     | Marwi 27'  |                                    |  |

### Final
| 3 de octubre de 1999 | Al Shabab                      | 2-0 | Al-Jaish | Cairo International Stadium, Cairo                   |                                                      |
|                      | Al-Owairan 3' · Al-Sheehan 16' |     |          | Asistencia: 5000 espectadores Árbitro(s): Karim Daho | Asistencia: 5000 espectadores Árbitro(s): Karim Daho |

## Campeón
| Liga de Campeones Árabe 1999 |
| ---------------------------- |
| Bandera de Arabia Saudita    |
| Al Shabab 2.º título         |